# Roeslan Pidhornyj
Roeslan Vitalijovytsj Pidhornyj (Oekraïens: Руслан Віталійович Підгорний) (Vinnytsja, 25 juli 1977) is een Oekraïens voormalig baan- en wegwielrenner.

## Carrière
De tijdrit- en bergspecialist was beroepsrenner tussen 2002 en 2011. Pidhornyj maakte per 1 januari 2011 de overstap van ISD-Neri naar het Nederlandse Vacansoleil-DCM. Hij nam in 2009 deel aan de Ronde van Italië, die hij niet uitreed, en twee jaar later reed hij namens de Nederlandse wielerploeg de Ronde van Spanje, waar hij als 101e zou eindigen.
Op de baan reed hij in 1998 de ploegenachtervolging op het WK. Samen met Oleksandr Fedenko, Serhij Matvjejev en Oleksandr Symonenko won hij goud op dit onderdeel.

## Palmares

### Baanwielrennen
| Jaar        | EK                          | WK                   | Overige                             |
| Als belofte | Als belofte                 | Als belofte          | Als belofte                         |
| ----------- | --------------------------- | -------------------- | ----------------------------------- |
| 1998        | puntenkoers                 |                      |                                     |
| 1999        | achtervolging · puntenkoers |                      |                                     |
| Als elite   |                             |                      |                                     |
| 1998        |                             | ploegenachtervolging |                                     |
| 1999        |                             |                      | WB Valencia: · ploegenachtervolging |
| 2000        |                             |                      |                                     |
| 2001        |                             |                      | WB Pordenone: · achtervolging       |

### Wegwielrennen
1997
 Oekraïens kampioenschap tijdrijden
1999
 Oekraïens kampioenschap op de weg
2001
Eindklassement Giro della Regione Friuli Venezia Giulia
2002
 Oekraïens kampioenschap op de weg
2003
1e etappe (ITT) Giro della Regione Friuli Venezia Giulia
Eindklassement Giro della Regione Friuli Venezia Giulia
2004
Giro del Medio Brenta
Ronde van Casentino
GP Industria del Cuoio e delle Pelli
2006
Trofeo Matteotti
2007
3e etappe Brixia Tour
 Oekraïens kampioenschap op de weg
2008
3e etappe Ronde van Oostenrijk
 Oekraïens kampioen op de weg
2009
 Oekraïens kampioenschap op de weg
2010
3e etappe Ronde van Oostenrijk
1e etappe (TTT) Brixia Tour
 Oekraïens kampioenschap op de weg

#### Resultaten in voornaamste wedstrijden
| Jaar | Ronde van Italië | Ronde van Frankrijk | Ronde van Spanje |
| ---- | ---------------- | ------------------- | ---------------- |
| 2000 |                  |                     |                  |
| 2001 |                  |                     |                  |
| 2002 |                  |                     |                  |
| 2003 |                  |                     |                  |
| 2004 |                  |                     |                  |
| 2005 |                  |                     |                  |
| 2006 |                  |                     |                  |
| 2007 |                  |                     |                  |
| 2008 |                  |                     |                  |
| 2009 | opgave           |                     |                  |
| 2010 |                  |                     |                  |
| 2011 |                  |                     | 101e             |

| Jaar | Ronde van Vlaanderen | Ronde van Lombardije |  | WK op de weg |
| ---- | -------------------- | -------------------- |  | ------------ |
| 2000 |                      |                      |  | 108e         |
| 2001 | 86e                  |                      |  | 63e          |
| 2002 |                      |                      |  | 119e         |
| 2003 |                      |                      |  |              |
| 2004 |                      |                      |  |              |
| 2005 |                      |                      |  |              |
| 2006 |                      |                      |  |              |
| 2007 |                      |                      |  | opgave       |
| 2008 |                      |                      |  | opgave       |
| 2009 |                      | 84e                  |  | opgave       |
| 2010 |                      |                      |  |              |
| 2011 |                      |                      |  |              |

Wielerploegen van Roeslan Pidhornyj
Aug ·
Ballan ·
Brasi · 
Bulgarelli · 
Cadamuro · 
Dubos · 
Fadrny · 
Gazi ·
Gobbi ·
Hecl ·
Klucka ·
Kohut ·
Kokorine · 
Kováč · 
Kranjec ·
Kružić · 
Miorin · 
Ongarato ·
Palumbo · 
Pidhorny · 
Prázdnovský ·
Šipeky · 
Testi ·
Valach ·
Wielinga
Aggiano ·
Boglia · 
Contrini ·  
De Gaspari · 
Hernández · 
Ivanov · 
Karpatsjev ·
Konysjev · 
Lopeboselli ·
Lucchini ·  
Masolino · 
Napolitano · 
Nardello · 
Pidhorny (tot 27/05) ·
Santambrogio ·
Agirre (stagiair) · 
Maserati (stagiair) ·
Turrina (stagiair)
Baldato ·
Bertuola ·
Bosisio ·
Bossoni ·
Codol ·
Cucinotta ·
De Matteis ·
Ginestri ·
Machado · 
McPartland ·
Murro · 
Pérez ·
Petito ·
Pidhorny · 
Pietropolli ·  
Salerno · 
Urán ·
Ferrari (stagiair)  
Bertuola ·
Bosisio ·
Corsini ·
Cucinotta ·
De Matteis ·
Ermeti ·
Ferrari ·
Golčer ·
Laganà ·
Machado · 
Murro · 
Pidhorny · 
Piemontesi ·
Pietropolli ·  
Sabatino ·
Salerno · 
Santambrogio (tot 15/07)
Bailetti ·
Bosisio ·
Celli ·  
Chiarini ·
Cucinotta ·
Di Luca ·
Ermeti ·
Ferrara ·
Ferrari ·
Golčer · 
Laganà ·
Marinangeli ·
Maserati ·
Montaguti · 
Petacchi · 
Pidhorny ·
Pietropolli ·
Proch ·
Salerno ·
Savoldelli ·   
Spezialetti ·
Negri (stagiair)
Anzà ·
Belkov ·
Božič ·
Carrara · 
De Gendt · 
Devolder · 
Feillu · 
Gardeyn ·
Gołaś · 
Hoogerland ·
Keizer ·
Lagoetin ·
van Leijen · 
Leukemans ·
Ligthart ·
Marcato ·
Mol ·
Mosquera · 
Mouris ·
Ongarato · 
Pavarin ·
Pidhorny ·
Poels ·
Riccò (tot 25/04) ·
Ruijgh ·
Selvaggi · 
Veuchelen · 
Westra ·
Lindeman (stagiair) ·
Markus (stagiair) · 
Wauters (stagiair) 